# تيم كولينز (سياسي)
تيم كولينز (بالإنجليزية: Tim Collins) هو سياسي بريطاني، ولد في 7 مايو 1964 في إبينغ ‏ في المملكة المتحدة. نشط حزبياً في حزب المحافظين.

## مناصب
- في الانتخابات العامة في المملكة المتحدة 1997 [الإنجليزية]‏، انتخب عضو البرلمان الثاني والخمسون للمملكة المتحدة عن دائرة ويستمورلاند ولوندزديل وقد انضم خلال فترته النيابية ‏ (1 مايو 1997 – 14 مايو 2001) للكتلة البرلمانية حزب المحافظين.
- في الانتخابات العامة في المملكة المتحدة 2001، انتخب عضو برلمان المملكة المتحدة الـ53 عن دائرة ويستمورلاند ولوندزديل وقد انضم خلال فترته النيابية ‏ (7 يونيو 2001 – 11 أبريل 2005) للكتلة البرلمانية حزب المحافظين.
- انتخب وزير ظل للتعليم [الإنجليزية]‏ (15 مارس 2004 – 6 مايو 2005).
- انتخب وزير ظل الدولة للتعليم والمهارات (15 مارس 2004 – 6 مايو 2005).
- انتخب Shadow Minister for the Cabinet Office ‏ (14 سبتمبر 2001 – 23 يوليو 2002).
- انتخب وزير ظل الدولة للنقل [الإنجليزية]‏ (23 يوليو 2002 – 10 نوفمبر 2003).